# دین بارکلی
دین بارکلی (به انگلیسی: Dean Barkley) سناتور سابق عضو کنشکر مستقل بود. وی در سال ۲۰۰۲ تا ۲۰۰۳ میلادی سناتور ایالت مینه‌سوتا در سنای ایالات متحده آمریکا بود.